# Stefan Merath
Stefan Merath (* 26. Februar 1964 in Stuttgart) ist ein deutscher Buchautor.

## Leben
Merath studierte von 1983 bis 1984 Informatik an der Universität Stuttgart. Dann wechselte er an die FU Berlin zum Philosophiestudium und blieb dort bis zu seinem Abschluss als Diplom-Soziologe im Jahr 1991. Von 1992 bis 1994 war er wissenschaftlicher Mitarbeiter an der TU Berlin. 1997 gründete er die blue orange Internet GmbH, die 2003 Insolvenz anmelden musste.
2007 gründete er in Eschbach bei Freiburg die Unternehmercoach GmbH, die Persönlichkeits- und Strategiecoaching für Unternehmer aus dem KMU-Sektor anbietet. Im März 2014 initiierte Merath die mehrtägige Veranstaltung „Light the Fire – Woodstock für Unternehmer“ und verpflichtete den britischen Entrepreneur Richard Branson für einen Auftritt in Hamburg.

## Publikationen
- Der Weg zum erfolgreichen Franchisegeber: wie Sie die magische Hürde von 25 Franchisepartnern überwinden. Pro Business, Berlin 2006, ISBN 978-3-939000-79-2.
- Der Weg zum erfolgreichen Unternehmer, Gabal Verlag, Offenbach 2008, ISBN 978-3-89749-793-1.
- Die Kunst, seine Kunden zu lieben, Gabal Verlag, Offenbach 2011, ISBN 978-3-86936-176-5.
- Dein Wille geschehe – Führung für Unternehmer – Der Weg zu Selbstbestimmung und Freiheit, Gabal Verlag, Offenbach 2017, ISBN 978-3-86936-751-4.
- Wie du innerhalb weniger Monate deine unternehmerischen Finanzen in den Griff bekommst. Dauerhaft!, Gabal Verlag, Offenbach 2018, ISBN 978-3-95623-819-2.
- Die Schwarzgurt-Unternehmer. Das letzte Geheimnis der leichten, menschlichen und wirksamen Unternehmensführung. Gabal Verlag, Offenbach 2024, ISBN 978-3-96739-177-0.